# Bocquencé
Bocquencé est une ancienne commune française, située dans le département de l'Orne en région Normandie, devenue le 1er janvier 2016 une commune déléguée au sein de la commune nouvelle de La Ferté-en-Ouche.
Elle est peuplée de 142 habitants.

## Géographie
La commune au sud du pays d'Ouche. Son bourg est à 4 km à l'ouest de La Ferté-Frênel, à 15 km à l'est de Gacé et à 17 km au nord-ouest de L'Aigle.
Le point culminant (283 m) se situe en limite sud-ouest, près du lieu-dit la Thibouvière. Le point le plus bas (202 m) correspond à la sortie de la Charentonne du territoire, au nord-est.
| Villers-en-Ouche           | Villers-en-Ouche                 | Villers-en-Ouche, Anceins |
| Saint-Nicolas-des-Laitiers | Bocquencé                        | La Gonfrière              |
| Touquettes                 | Saint-Évroult-Notre-Dame-du-Bois | La Gonfrière              |

## Toponymie
Le toponyme est attesté sous la forme Balchencei en 1050. L'origine est sujette à débat : René Lepelley y voit l'anthroponyme germanique Baldegontia, tandis qu'Albert Dauzat décèle l'anthroponyme gaulois Balcantia.
Le gentilé est Bocquencéen.

## Politique et administration
| Période                                  | Période   | Identité         | Étiquette | Qualité        |
| ---------------------------------------- | --------- | ---------------- | --------- | -------------- |
| 1986                                     | mars 2008 | Jean-Marie Spick | SE        |                |
| mars 2008                                | En cours  | Bernard Dabiel   | SE        | Cadre retraité |
| Les données manquantes sont à compléter. |           |                  |           |                |

Le conseil municipal est composé de onze membres dont le maire et deux adjoints.

## Démographie
En 2021, la commune comptait 142 habitants. Depuis 2004, les enquêtes de recensement dans les communes de moins de 10 000 habitants ont lieu tous les cinq ans (en 2007, 2012, 2017, etc. pour Bocquencé) et les chiffres de population municipale légale des autres années sont des estimations.Bocquencé a compté jusqu'à 482 habitants en 1806.
| 1793 | 1800 | 1806 | 1821 | 1836 | 1841 | 1846 | 1851 | 1856 |
| ---- | ---- | ---- | ---- | ---- | ---- | ---- | ---- | ---- |
| 450  | 294  | 482  | 470  | 428  | 461  | 418  | 401  | 336  |

| 1861 | 1866 | 1872 | 1876 | 1881 | 1886 | 1891 | 1896 | 1901 |
| ---- | ---- | ---- | ---- | ---- | ---- | ---- | ---- | ---- |
| 319  | 316  | 309  | 301  | 274  | 257  | 243  | 249  | 247  |

| 1906 | 1911 | 1921 | 1926 | 1931 | 1936 | 1946 | 1954 | 1962 |
| ---- | ---- | ---- | ---- | ---- | ---- | ---- | ---- | ---- |
| 238  | 256  | 206  | 245  | 232  | 192  | 195  | 229  | 184  |

| 1968 | 1975 | 1982 | 1990 | 1999 | 2007 | 2011 | 2016 | 2020 |
| ---- | ---- | ---- | ---- | ---- | ---- | ---- | ---- | ---- |
| 163  | 149  | 121  | 150  | 141  | 159  | 151  | 142  | 143  |

## Lieux et monuments
- Église Saint-Martin, du XVIe siècle.